# Martina Hingis
| Jahr                                                 | Tennisspieler(in)                             | Wettbewerb     |
| ---------------------------------------------------- | --------------------------------------------- | -------------- |
| 1938                                                 | Don Budge                                     | Herreneinzel   |
| 1951                                                 | Ken McGregor Frank Sedgman                    | Herrendoppel   |
| 1953                                                 | Maureen Connolly                              | Dameneinzel    |
| 1960                                                 | Maria Bueno mit verschiedenen Partnerinnen    | Damendoppel    |
| 1962                                                 | Rod Laver                                     | Herreneinzel   |
| 1963                                                 | Margaret Smith Ken Fletcher                   | Mixed          |
| 1965                                                 | Margaret Smith mit verschiedenen Partnern     | Mixed          |
| 1967                                                 | Owen Davidson mit verschiedenen Partnerinnen  | Mixed          |
| 1969                                                 | Rod Laver                                     | Herreneinzel   |
| 1970                                                 | Margaret Court                                | Dameneinzel    |
| 1983                                                 | Stefan Edberg                                 | Junioreneinzel |
| 1984                                                 | Martina Navratilova Pam Shriver               | Damendoppel    |
| 1988                                                 | Steffi Graf                                   | Dameneinzel    |
| 1998                                                 | Martina Hingis mit verschiedenen Partnerinnen | Damendoppel    |
|  mit verschiedenen Partnern  Golden Slam fett Einzel |                                               |                |

Martina Hingis (* 30. September 1980 als Martina Hingisová in Košice, Tschechoslowakei) ist eine ehemalige Schweizer Tennisspielerin. Im Einzel war sie 209 Wochen lang Weltranglistenerste und gewann fünf Grand-Slam-Turniere. Dreizehn weitere Grand-Slam-Titel gewann sie im Doppel und sieben im Mixed. Hingis ist neben Serena Williams die einzige Tennisspielerin, die auch die fünf WTA-Auszeichnungen Spielerin des Jahres, Doppel-Team des Jahres, Aufsteigerin des Jahres, Neuling des Jahres und Rückkehrerin des Jahres gewinnen konnte.

## Karrierebilanz
Martina Hingis gewann 38 Titel bei WTA-Turnieren im Einzel und 42 im Doppel. Zudem gewann sie fünf Grand-Slam-Titel im Einzel – dreimal die Australian Open und je einmal Wimbledon und die US Open – sowie dreizehn Grand-Slam-Titel im Doppel und sieben im Mixed. 1998 gelang es ihr, mit verschiedenen Partnerinnen sämtliche Grand-Slam-Turniere im selben Jahr zu gewinnen. Zwischen 1997 und 2001 stand sie 209 Wochen lang an der Spitze der Weltrangliste. Sie ist die jüngste Spielerin, die jemals das Einzelranking angeführt hat.
Mit 16 Jahren und drei Monaten war sie auch die jüngste Siegerin im 20. Jahrhundert bei einem Grand-Slam-Turnier im Einzel. Nach ihrem Rücktritt im Alter von nur 22 Jahren entschied sie sich 2006 für ein Comeback, das sie noch einmal bis auf Platz 6 der Weltrangliste führte. Am 1. November 2007 verabschiedete sie sich ein zweites Mal vom Profisport. 2013 kehrte sie erneut auf die WTA Tour zurück, diesmal nur noch für die Doppelkonkurrenz.
Hingis ist eine von sieben Spielerinnen, die die Weltrangliste sowohl im Einzel als auch im Doppel angeführt haben. Nur sie, ihr einstiges Idol Martina Navratilova und Arantxa Sánchez Vicario schafften dies sogar zeitgleich.

## Biografie

### Kindheit und Anfänge (bis 1993)
Martina Hingis wurde am 30. September 1980 in Košice im slowakischen Teil der damaligen Tschechoslowakei, heute Slowakei, geboren. Ihre Eltern sind der Tennisspieler Karol Hingis, welcher der ungarischen Minderheit in der Slowakei angehört, und die aus Mähren stammende Tennisspielerin Melanie Molitor. Den Vornamen hat Hingis nach der Tennisspielerin Martina Navrátilová erhalten, die ebenfalls in der Tschechoslowakei geboren und von ihrer Mutter verehrt wurde.
Nach der Scheidung ihrer Eltern zog ihre Mutter mit Hingis 1988 in die Schweiz nach Trübbach im Kanton St. Gallen. Hingis soll bereits als Zweijährige mit dem Tennistraining begonnen haben; sie selber sagte dazu: „Auf dem Tennisschläger habe ich mich abgestützt, als ich noch gar nicht richtig laufen konnte.“ Mit vier Jahren bestritt sie ihr erstes Turnier.
1990 spielte sie im Alter von zehn Jahren bereits in der 2. Mannschaft des Winterthurer Tennisklubs TC Schützenwiese in der Nationalliga B an den Interclubmeisterschaften mit. Zwei Jahre später wurde sie mit der 1. Mannschaft Schweizer Meister.
Hingis gewann nach diversen Siegen bei Juniorenturnieren 1993 in Langenthal (Schweiz) als Zwölfjährige das erste ITF-Turnier. Im selben Jahr gewann sie das Juniorinnenturnier der French Open. Mit zwölf Jahren war sie bis heute die jüngste Spielerin, die als Juniorin einen Grand-Slam-Titel gewonnen hat. 1994 konnte sie diesen Titel verteidigen; zudem gewann sie auch den Juniorinnen-Titel in Wimbledon und wurde in dieser Altersklasse als Nummer 1 geführt.

### Auf der Profitour (1994–1995)
1994 gab Hingis als 13-Jährige und Nummer 387 der WTA-Weltrangliste in Zürich ihr Debüt auf der Profitour. Dort besiegte sie Patty Fendick, ehe sie in der zweiten Runde Mary Pierce unterlag. In Essen und in Filderstadt erreichte sie dann jeweils den Viertelfinal, zum Jahresende wurde sie bereits auf Rang 87 geführt.
Auffällig neben ihrem geringen Alter war ihr taktisch kluges Spiel. Entgegen dem Trend zu immer grösserer Schlaghärte, dem sogenannten «Powerplay», zeichnete sich Hingis’ Spiel eher durch gutes Antizipationsvermögen, genaues Platzieren der Schläge, viel Ballgefühl und gutes Netzspiel aus, mit dem sie viele Gegnerinnen auskonterte. Dies machte Hingis zum natürlichen Gegenpol der heraufziehenden Generation Williams, die Tennis in eine Disziplin für Scharfschützen zu verwandeln begann, wie es ein Kommentator der Süddeutschen Zeitung ausdrückte.
1995 wurde die 14-Jährige mit ihrem Erstrundensieg bei den Australian Open zur jüngsten Spielerin, die jemals ein Match bei einem Grand-Slam-Turnier im Einzel gewann. In Hamburg, wo Hingis mit Jana Novotná und Anke Huber auch erstmals Top-Ten-Spielerinnen besiegte, erreichte sie ihren ersten WTA-Final. Bei den US Open erreichte sie erstmals den Achtelfinal eines Grand-Slam-Turniers. Am Jahresende belegte sie im Ranking bereits Platz 16.

### Vor ihrem Durchbruch: jüngste Siegerin in Wimbledon (1996)
1996 erreichte die 15-Jährige bei den Australian Open erstmals den Viertelfinal eines Grand-Slam-Turniers, in dem sie Amanda Coetzer in drei Sätzen unterlag. Einen weiteren Erfolg erzielte sie im Viertelfinal der Offenen Italienischen Meisterschaften in Rom; beim dritten Aufeinandertreffen mit der Weltranglistenersten Steffi Graf konnte sie die Deutsche erstmals mit 2:6, 6:2 und 6:3 besiegen.
Höhepunkt des Jahres waren die Wimbledon Championships, bei denen sie an der Seite von Helena Suková die Doppelkonkurrenz gewann. Mit 15 Jahren und neun Monaten wurde sie jüngste Gewinnerin eines Wimbledon-Titels im 20. Jahrhundert. Einzig die Engländerin Charlotte Dod war bei ihrem Einzelsieg in den 1880er Jahren noch etwas jünger. Steffi Graf bedeutete für sie dann in Wimbledon wie auch bei den US Open jeweils das Aus (im Achtel- bzw. im Halbfinal). Zwischen diesen Turnieren nahm Hingis auch an den Olympischen Spielen in Atlanta teil; im Doppel kam sie dort mit Patty Schnyder bis in den Viertelfinal. Am 7. Oktober rangierte sie erstmals unter den Top Ten.
In Filderstadt feierte sie nach Siegen über Arantxa Sánchez Vicario, die Nummer 2 der Weltrangliste, Lindsay Davenport (Nr. 6) und Anke Huber (Nr. 5) ihren ersten Turniersieg im Einzel. Im Final von Oakland besiegte sie Monica Seles glatt mit 6:2 und 6:0. Bei den WTA Tour Championships am Jahresende unterlag die mittlerweile 16-Jährige erneut der Weltranglistenersten Graf. Hingis war zu diesem Zeitpunkt bereits die Nummer 4 der Welt.

### Drei Grand-Slam-Titel und Weltranglistenerste (1997)

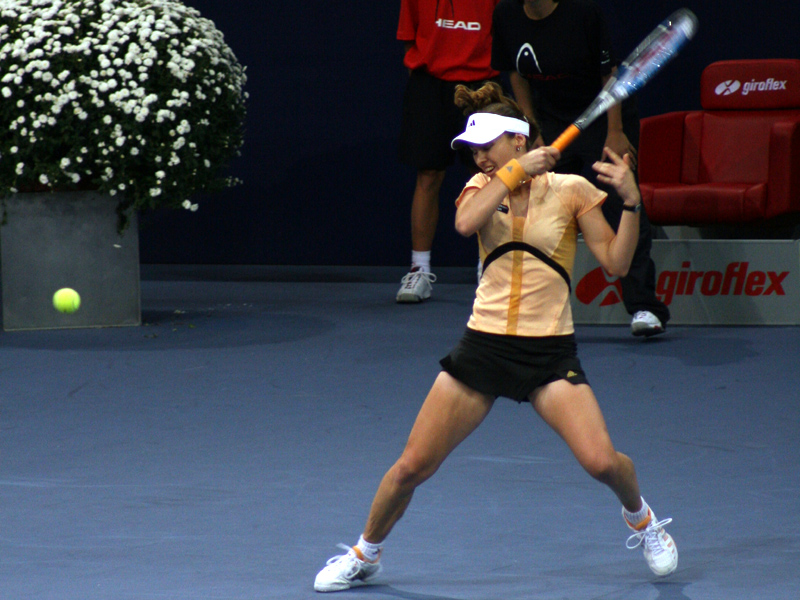
Hingis 2006 bei den Zurich Open

Das Jahr begann vielversprechend und sollte für Hingis zum besten auf der Tour werden; sie gewann die Australian Open, Wimbledon und die US Open und stand im Endspiel von Roland Garros; zudem gelangen ihr neun weitere Turniersiege. Das ergab eine Siegquote von 93,8 Prozent. In Abwesenheit von Steffi Graf, die 1997 verletzungsbedingt nur 19 Partien spielte, wurde Hingis nun auch jüngste Weltranglistenerste aller Zeiten.
Das Tennisjahr begann mit einem Auftaktsieg beim Turnier in Sydney, ehe Hingis auch erstmals den Final eines Grand-Slam-Turniers erreichte. Im Endspiel der Australian Open besiegte sie Mary Pierce klar mit 6:2 und 6:2. Sydney und Melbourne markierten nur den Auftakt einer langen Erfolgsserie. Mit 37 aufeinanderfolgenden Siegen zu Jahresbeginn egalisierte Hingis den Rekord von Martina Navrátilová – der zweitbeste Saisonstart aller Zeiten nach Steffi Grafs 45 Siegen 1987. Am 31. März 1997 wurde sie die jüngste Nummer 1 der Weltrangliste.
Im Endspiel von Roland Garros, dem einzigen Grand-Slam-Turnier, das Hingis im Jahr 1997 nicht gewinnen konnte, unterlag sie überraschend der Aussenseiterin Iva Majoli. Zuvor hatte sie mit Arantxa Sánchez und Monica Seles zwei frühere French-Open-Champions bezwungen.
Wenige Wochen später setzte Hingis in Wimbledon ein weiteres Ausrufezeichen. Mit ihrem Sieg auf dem heiligen Rasen gegen die Serve-und-Volley-Spezialistin Jana Novotná (2:6, 6:2 und 6:3) wurde sie dort die jüngste Siegerin im Dameneinzel im 20. Jahrhundert. Nur der Engländerin Charlotte Dod war 1884, in der Urzeit des Tennissports, der Turniersieg einige Monate früher gelungen.
Hingis’ Erfolgsserie hielt auch bei den US Open an. Nach glatten Zweisatzsiegen über Arantxa Sánchez und Lindsay Davenport stand sie erstmals auch im Final der US Open. Sie besiegte die 17-jährige Venus Williams deutlich mit 6:0 und 6:4; sie waren zuvor bereits zweimal aufeinander getroffen – jedes Mal mit dem besseren Ende für Hingis. Doch es sollte die aufstrebende Venus Williams sein, die mit ihrem Power-Spiel schon bald die Vorrangstellung der Schweizerin herausforderte.
Hingis dominierte 1997 die Tour und reagierte etwas dünnhäutig auf den Einwurf, sie profitiere von der Abwesenheit von Steffi Graf. Mehrmals äusserte sie sich wenig respektvoll über deren Spielvermögen. Die beiden trafen zwischen 1995 und 1997 in sieben Partien aufeinander, fünf Mal mit dem besseren Ende für Graf. Das mit Spannung erwartete Zusammentreffen (vermeintlich das einzige in diesem Jahr) im Final von Tokio kam wegen einer Verletzung bei Graf nicht zustande.

### Australian-Open-Sieg und vier Grand-Slam-Titel im Doppel (1998)
| Rang                    | Tennisspielerin     | Wochen |
| ----------------------- | ------------------- | ------ |
| 1.                      | Steffi Graf         | 377    |
| 2.                      | Martina Navratilova | 332    |
| 3.                      | Serena Williams     | 319    |
| 4.                      | Chris Evert         | 260    |
| 5.                      | Martina Hingis      | 209    |
| 6.                      | / Monica Seles      | 178    |
| 7.                      | Iga Świątek         | 125    |
| 8.                      | Ashleigh Barty      | 121    |
| 9.                      | Justine Henin       | 117    |
| Stand: 14. Oktober 2024 |                     |        |

Das Jahr begann ähnlich erfolgreich wie das Vorjahr. Hingis gewann erneut die Australian Open. Im Final besiegte sie Conchita Martínez mit 6:3 und 6:3. Dann aber riss die Erfolgsserie; auf Halbfinalniederlagen in Wimbledon und Paris gegen Monica Seles und Jana Novotná folgte der Einzug ins Endspiel der US Open, in dem Hingis gegen Davenport wiederum sieglos blieb. Einschliesslich der WTA Tour Championships zum Jahresende gewann sie nur fünf Turniere. Hingis offenbarte immer mehr Schwächen gegen die junge, aufstrebende Generation von «Power»-Spielerinnen wie die Schwestern Venus und Serena Williams. Auch Jennifer Capriati kehrte auf die Tour zurück. Und Lindsay Davenport, schon immer eine druckvoll agierende Spielerin, präsentierte sich nun auch körperlich und mental in immer besserer Verfassung.
Es war Davenport, die nach ihrem Sieg in Flushing Meadows über die Schweizerin im Oktober 1998 Hingis’ 80 Wochen andauernde Vorherrschaft zunächst beendete. Hingis beendete das Jahr auf Rang 2 der Weltrangliste. Sie hielt sich mit dem Gewinn aller Grand-Slam-Titel im Doppel schadlos. Sie war nach Martina Navrátilová und Arantxa Sánchez Vicario zudem die dritte Spielerin, die beide Weltranglisten gleichzeitig anführte.

### Sieg in Australien und Endspiel in Paris (1999)
Das Jahr 1999 begann wie die vorherigen Jahre. Hingis gewann ihren dritten Australian-Open-Titel in Folge. Dies war zuletzt Steffi Graf und Monica Seles gelungen. An der Seite von Anna Kurnikowa gewann sie auch das Doppel. Die Russin und die «Swiss Miss», wie Hingis hin und wieder auch genannt wurde, bildeten ein Team, das nicht nur sportlich Schlagzeilen machte. Im bunten Blätterwald wurden die beiden bald auch als die «Spice Girls des Tennis» bezeichnet. Ihre vormalige Partnerin Jana Novotná, zu dem Zeitpunkt 30 Jahre alt, mit der sie mehrere Grand-Slam-Titel gewonnen hatte, hatte sie als «zu alt und zu langsam» bezeichnet.
Trotz einiger Erfolge und ihres eindrucksvollen Spiels machte Hingis in diesem Jahr mit wenig respektvollen Bemerkungen über einige ihrer Gegnerinnen von sich reden. Sie präsentierte sich zunehmend dünnhäutig gegenüber den Konkurrentinnen, deren kraftvollem Spiel sie nun immer öfter unterlag. Hingis zog die Kritik der Medien und von Teilen der Öffentlichkeit auf sich, die sie der Respektlosigkeit bezichtigten.
Auf die athletische und sich offen zu ihrer Homosexualität bekennende Australian-Open-Finalgegnerin Amélie Mauresmo abzielend, erklärte Hingis, diese sei «ein halber Mann». Auch Doping-Vorwürfe wurden kolportiert. Das Finalmatch in Melbourne war von negativer Spannung gekennzeichnet, am Ende des Matches gaben sich die Spielerinnen nur artig die Hand. Wenig charmante Äusserungen folgten später im Jahr auch über die muskulösen Williams-Schwestern, Davenport und Graf.
Dies schuf eine besonders hitzige Atmosphäre und erhöhte zugleich die spannungsvolle Erwartung auf das erste Aufeinandertreffen der wiedergenesenen Deutschen und ihrer Nachfolgerin auf dem Tennis-Thron. Die von vielen erhoffte Konstellation trat bei den French Open ein. Hingis und Graf bestritten das Endspiel von Roland Garros. Ein Interview der Schweizerin am Vortag heizte die gereizte Atmosphäre noch an: Hingis gab zu Protokoll, der morgige Tag werde zeigen, dass Grafs Zeit vorbei und der Generationenwechsel endgültig vollzogen sei. In Hinblick auf das Aufwärmen vor dem Spiel teilte sie im Dezember 2017 rückblickend selber den Eindruck des Schweizer Weltwoche-Interviewers, Graf hätte sich dabei ihrerseits unsportlich verhalten, und Hingis habe daher am Netz keine Volleys praktizieren können.
Hingis, die deutlich stärker begann als die zunächst unsicher wirkende Graf, gewann den ersten Satz mit 6:4. Früh im zweiten Satz kam Hingis nach einer umstrittenen Entscheidung zu ihren Ungunsten aus dem Konzept: Sie brachte zudem das Publikum gegen sich auf und erhielt einen Punktabzug, als sie auf die Seite der Gegnerin ging, wo ihres Erachtens kein Abdruck ausserhalb der Linie zu sehen war. Graf agierte unbeeindruckt und konnte später ausgleichen, bevor sie beim Stande von 4:4 erneut ein Break hinnehmen musste. Hingis war dann bei eigenem Aufschlag nur noch drei Punkte vom Sieg entfernt, doch Graf gewann den Satz nach ungewohnt vielen Fehlern ihrer Kontrahentin mit 7:5. Nun bestimmte zunehmend sie die Partie. Beim Stand von 5:2 versuchte Hingis, Graf mit Aufschlägen von unten zu irritieren. Doch Graf verwandelte ihren zweiten Matchball zum 4:6, 7:5 und 6:2. Es war das letzte Zusammentreffen der beiden.
Nicht wenige betrachten das gegen Graf verlorene Endspiel in Paris rückblickend als den Schlüssel für die weitere Entwicklung von Hingis. Denn in den folgenden Jahren blieb diese nicht nur auf der roten Asche in Paris sieglos; Hingis konnte auch bei den anderen Major-Turnieren im Einzel nie mehr triumphieren: Ihr Sieg bei den Australian Open 1999 sollte der letzte Einzelerfolg bei Grand-Slam-Turnieren bleiben.
Bei den US Open musste Hingis im Endspiel gegen die aufstrebende Serena Williams eine Niederlage einstecken. Im Endspiel der WTA Tour Championships unterlag sie dann auch Lindsay Davenport in zwei Sätzen.
Trotz der Niederlagen in den wichtigsten Endspielen beendete Hingis das Jahr mit sieben Turniersiegen als Nummer 1 der Welt.

### Verletzungsprobleme, Power-Spielerinnen und Rücktritt (2000–2003)
In den folgenden Jahren setzte sich der Trend von 1999 fort. Neben zunehmenden Verletzungsproblemen waren die Jahre 2000 bis 2003 für Hingis geprägt durch die immer stärker werdende Konkurrenz durch die sogenannten Power-Spielerinnen. Im Januar endete Hingis’ Erfolgsserie bei den Australian Open, ihrem insgesamt erfolgreichsten Grand-Slam-Turnier; sie unterlag Lindsay Davenport. Es war der einzige Grand-Slam-Final, den Hingis im Verlauf des Jahres erreichen sollte. Der Umbruch im Damentennis setzte sich fort: Einer Halbfinalniederlage in Paris gegen Mary Pierce folgten im Viertelfinal von Wimbledon und im Halbfinal der US Open jeweils Dreisatzniederlagen gegen Venus Williams. Trotzdem blieb Hingis mit neun Turniersiegen die Nummer 1 im Damentennis.
Auch das Jahr 2001 begann wie das vorangegangene. Sie gewann den Hopman Cup 2001 mit Roger Federer und erreichte bei den Australian Open zum fünften Mal in Folge den Final. Aber wie im Vorjahr unterlag sie, dieses Mal gegen Jennifer Capriati (4:6, 3:6). Der erneute Misserfolg hatte auch Auswirkungen auf das Verhältnis zu ihrer Mutter, die von Hingis als Trainerin kurzerhand ausgemustert wurde.
Auch bei den French Open erreichte Hingis «nur» den Halbfinal. Wie schon in Melbourne unterlag sie Jennifer Capriati. Ein Tiefschlag folgte nur wenige Wochen später in Wimbledon. Hingis scheiterte überraschend bereits in Runde eins. Bei den US Open schied die Weltranglistenerste im Halbfinal aus; sie unterlag Serena Williams klar in zwei Sätzen.
Verletzungsprobleme verstärkten die Entwicklung; im Oktober 2001 musste sich Hingis einer Operation am rechten Fuss unterziehen. Bis zum Jahresende fiel sie auf Rang 4 zurück.
2002 erreichte Hingis zum sechsten Mal in Folge den Final der Australian Open; sie unterlag dort in einer dramatischen Begegnung wiederum Capriati. Hingis zeigte Nerven, denn sie verspielte eine 6:4- sowie eine 4:0-Führung und unterlag am Ende mit 6:4, 6:7 und 2:6.
Wenige Monate später, im Mai 2002, traten wieder Verletzungsprobleme zu Tage. Hingis musste sich erneut einer Operation am linken Fuss unterziehen. Spekulationen über ihre ausbleibende Rückkehr auf die Courts machten die Runde. Meldungen über ihren mangelhaften physischen Zustand wechselten sich ab mit der Einschätzung, die Schweizerin sei eigentlich fit, scheue aber ein Comeback aufgrund ihrer relativen Erfolglosigkeit gegen Spielerinnen wie Davenport, die Williams-Schwestern und Capriati.
Ihre Rückkehr endete nach einer Niederlage gegen Jelena Dementjewa bereits beim Turnier in Filderstadt im Herbst 2002. Auf einer Pressekonferenz verkündete Hingis ihren vorläufigen Rückzug. Sie unterstrich, dass sie an chronischen Fussproblemen leide und momentan nicht in der Lage sei, professionell Tennis zu spielen.
Im Februar 2003, mit 22 Jahren, gab Martina Hingis ihren Rücktritt bekannt. Sie hatte zu diesem Zeitpunkt 40 Turniere im Einzel sowie 36 Titel im Doppel gewonnen und war für insgesamt 209 Wochen die Nummer 1 der Tenniswelt gewesen – die viertlängste Weltranglistenführung in der Geschichte des Damentennis.

### Comeback (2005)
Im Februar 2005 unternahm Hingis beim WTA-Turnier in Pattaya einen Comebackversuch. Sie betonte dabei, dass es ihr nicht um Weltranglistenpunkte oder die Siegprämie ging. Sie habe dem Wunsch einer Freundin entsprochen, die sich für ein thailändisches Hilfswerk für verarmte und obdachlose Frauen und Kinder engagierte. Hingis verlor dann aber bereits ihre erste Partie mit 6:1, 2:6, 2:6 gegen die Deutsche Marlene Weingärtner.
Mitte 2005 kehrte Hingis erneut auf den Court zurück. Sie gab ihre Zusage für die amerikanische World-Team-Tennis-Liga, einen Mannschaftswettbewerb, an dem vor allem ehemalige Profispieler teilnehmen. Dort erreichte sie eine 18:1-Bilanz, mit der sie ihr Team zum Gewinn der Liga führte. Unter anderem schlug sie dabei Martina Navrátilová.

### Erstes Comeback und zweite Karriere (2006–2007)

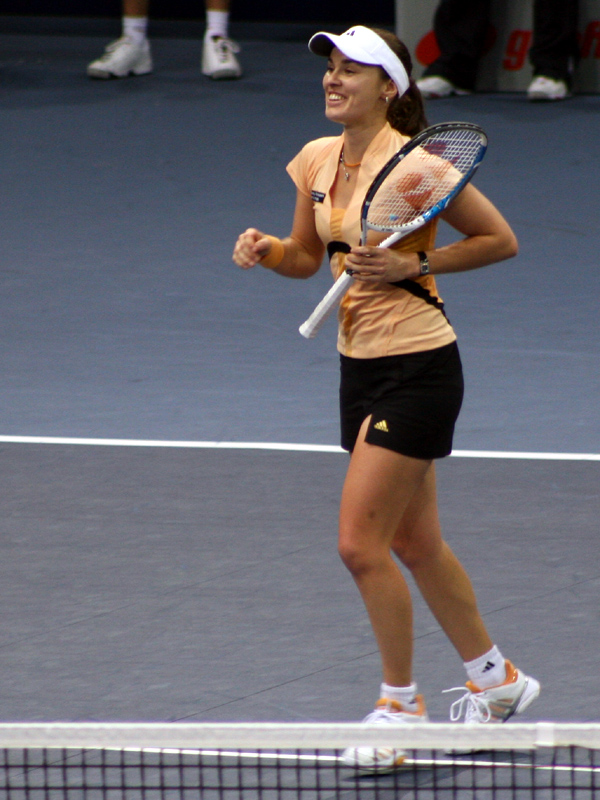
Hingis bei den Zurich Open

Das Comeback begann am 1. Januar 2006 beim Turnier in Brisbane an der Gold Coast und endete mit einer Pressekonferenz am 1. November 2007, in der Hingis erneut ihren Rücktritt erklärte. Faktisch konnte sie nicht an alte Erfolge anknüpfen.
Dabei begann Hingis zunächst vielversprechend. Beim Turnier in Gold Coast erreichte sie im Januar 2006 auf Anhieb sowohl im Einzel als auch im Doppel den Halbfinal. Bei den Australian Open zog sie bei ihrem ersten Grand-Slam-Auftritt nach mehr als zwei Jahren im Einzel in den Viertelfinal ein, in dem sie der ehemaligen Weltranglistenersten Clijsters unterlag. Zusammen mit Mahesh Bhupathi gewann sie zudem das Mixed-Turnier. Es war ihr insgesamt 15. Grand-Slam-Titel.
Auch die folgenden Turniere verliefen erfolgreich: In Tokio erreichte sie erstmals seit vier Jahren wieder das Endspiel eines WTA-Turniers. Sie schlug unter anderem die topgesetzte Nummer 4 der Welt, Marija Scharapowa, und erreichte den Final, in dem sie Jelena Dementjewa deutlich mit 2:6 und 0:6 unterlag. Ende Januar rückte Hingis wieder unter die Top 50 der Tenniswelt vor. In Indian Wells gelang ihr erstmals wieder ein Sieg gegen Lindsay Davenport. Anfang April 2006 stand Hingis bereits wieder auf Platz 25 der Weltrangliste.
Am 4. Mai verlor sie im Achtelfinal in Warschau gegen Venus Williams. Nur eine Woche später erreichte sie beim Turnier in Berlin den Viertelfinal, in dem sie sich der Weltranglistenersten Amélie Mauresmo in drei hart umkämpften Sätzen geschlagen geben musste. In Rom feierte Hingis dann ihren ersten Turniersieg nach dem Comeback. Auf dem Weg ins Endspiel konnte sie dabei im Halbfinal Venus Williams (0:6, 6:3, 6:3) und im Final Dinara Safina mit 6:2 und 7:5 besiegen. Sie sicherte sich damit ihren ersten Titel nach Tokio 2002 und machte mit diesem Sieg einen Sprung auf den 14. Platz der Weltrangliste. Bei den French Open erreichte sie 2006 den Viertelfinal, den sie gegen Clijsters 6:7 und 1:6 verlor.
Dann wechselten Licht und Schatten: In Wimbledon unterlag Hingis bereits in der dritten Runde überraschend Ai Sugiyama. Wenig später gelangen ihr wieder Siege gegen Top-Spielerinnen: Im August erreichte sie beim Turnier in Montreal mit Siegen über Daniela Hantuchová und Swetlana Kusnezowa den Final, bevor sie Ana Ivanović mit 1:6 und 3:6 unterlag. Der Finaleinzug brachte Hingis die Rückkehr in die Top Ten.
Am 22. August wurde sie erstmals wieder als Neunte im Ranking geführt. Weniger erfolgreich verliefen die anschliessenden US Open. Die an Nummer 8 gesetzte Hingis scheiterte bereits in der dritten Runde an der ungesetzten Virginie Razzano.
Am 24. September gewann Hingis hingegen die Hansol Korea Open Tennis Championships in Seoul. Bei den Zurich Open erreichte sie den Viertelfinal, dann aber scheiterte sie einmal mehr an Swetlana Kusnezowa. Schatten folgten beim Masters in Madrid; als Siebte des Rankings qualifiziert, gelang Hingis in den drei Vorrundenspielen lediglich ein Sieg. Einem Sieg gegen Petrowa folgten jeweils Dreisatzniederlagen gegen die beiden Top-Spielerinnen Mauresmo und Henin. Hingis verpasste den Einzug in den Halbfinal.
Im Januar 2007 erreichte Hingis erneut den Viertelfinal der Australian Open, doch wie im Vorjahr scheiterte sie an der Weltranglistenzweiten Kim Clijsters.
Ein neuer Rekord gelang ihr beim nachfolgenden Turnier in Tokio: Hingis siegte ohne Satzverlust und zum insgesamt fünften Mal in der japanischen Hauptstadt. Sie bezwang Ivanović klar in zwei Sätzen. Durch ihren dritten Turniersieg seit dem Comeback kletterte Hingis auf den sechsten Platz der Weltrangliste; dies nährte die Hoffnung, noch einmal die Spitze erklimmen zu können.
Niederlagen und Verletzungen folgten. In Dubai unterlag sie im Viertelfinal Jelena Janković. In Doha und Indian Wells scheiterte sie jeweils an Daniela Hantuchová. Anhaltende Hüft- und Rückenprobleme zwangen Hingis nicht nur zur Absage der Turniere von Charleston und Rom, sondern auch zum Verzicht auf die French Open. Auf einer Pressekonferenz gab sie dann bekannt, dass sie erst auf den Tennisplatz zurückkehren werde, wenn die Verletzungen vollkommen ausgeheilt seien.
Zur Überraschung einiger Beobachter entschied sich Hingis trotzdem für einen Start in Wimbledon. Wie schon im Vorjahr scheiterte sie in der dritten Runde. Nach mehrwöchiger Pause und offensichtlichem Trainingsrückstand verlor sie gegen die kaum bekannte Laura Granville klar mit 4:6 und 2:6.
Auch auf den Hartplätzen folgten Rückschläge. In San Diego unterlag sie ihrer Landsfrau Patty Schnyder mit 1:6, 7:64, 3:6. Weitere frühe Niederlagen folgten. Bei den US Open unterlag sie – wieder auf Weltranglistenplatz 16 zurückgefallen – der ungesetzten Weissrussin Wiktoryja Asaranka mit 6:4, 1:6 und 0:6.
Aufgrund starker Hüft- und Rückenschmerzen beendete Hingis am 11. Oktober die Saison 2007 vorzeitig. Die Niederlage bei den Peking Open gegen Peng Shuai, der sie mit 5:7 und 1:6 unterlag, sollte ihr letztes Einzelmatch auf der WTA Tour sein.

### Positive Dopingprobe und zweiter Rücktritt
Am 1. November 2007 gab Hingis auf einer Medienkonferenz in Glattbrugg ihren Rücktritt vom Profitennis bekannt. Sie erklärte, dass ihr die Einnahme von Kokain aufgrund eines positiven Tests bei den Wimbledon Championships (Kontrolle vom 29. Juni 2007) vorgeworfen werde. Sie bestritt die gegen sie erhobenen Vorwürfe und behauptete, man habe die betreffende Substanz in ihren Orangensaft getan. Hingis begründete ihre Entscheidung damit, dass sie keine Lust auf eine jahrelange juristische Auseinandersetzung habe, um ihre Unschuld zu beweisen. Andererseits gab sie ihre anhaltenden Hüft- und Rückenverletzungen sowie ihr Alter an. Sie habe in ihrer zweiten Karriereetappe ab 2006 erkannt, dass sie sich physisch nur mit Mühe in der Weltspitze halten könne. Sie sei wohl zu alt für Spitzentennis.
Am 8. November 2007 kündigte ihr Manager Mario Widmer an, Hingis werde nun doch um ihren durch den Dopingverdacht angekratzten Ruf kämpfen. Sie wolle die Ergebnisse ihrer positiven Dopingprobe anfechten.
2008 gab die ITF bekannt, dass Martina Hingis wegen Dopings für zwei Jahre gesperrt werde. Resultate und Preisgelder ab Wimbledon 2007 würden gestrichen.
Hingis hatte bis dahin 43 Turniere im Einzel und 37 im Doppel gewonnen und Preisgelder in Höhe von 20.155.811 US-Dollar kassiert. Ihre Matchbilanz im Einzel: 548 Siege bei 133 Niederlagen.

### Erneutes Comeback, zehn weitere Grand-Slam-Titel im Doppel und Mixed und Olympiasilber
Hingis kündigte im Juli 2013 an, dass sie beim Doppelwettbewerb von Carlsbad mit Daniela Hantuchová an den Start gehen und damit nach fünf Jahren ihr Comeback auf der WTA Tour geben werde. Ihr erster Versuch endete dort in Runde zwei, die US-Amerikanerinnen Raquel Kops-Jones und Abigail Spears gewannen den dritten Satz mit 10:3. Nachdem sie und Hantuchová in Cincinnati und Toronto die zweite Runde erreicht hatten, scheiterten sie bei den US Open bereits in Runde eins.
Im März 2014 gewann sie an der Seite von Sabine Lisicki überraschend den Doppeltitel der Sony Open Tennis, womit sie sich in der Doppelweltrangliste bereits wieder auf Platz 60 verbesserte. Im September 2014 erreichte sie mit Flavia Pennetta das Endspiel der US Open. Damit stand sie zum ersten Mal seit mehr als zwölf Jahren wieder im Endspiel eines Grand-Slam-Turniers. Im September gewannen sie gemeinsam das WTA-Turnier von Wuhan. Am 1. Februar 2015 gewann sie an der Seite von Leander Paes den Mixed-Wettbewerb der Australian Open und damit ihren 16. Grand-Slam-Titel. Im Juli 2015 feierte sie in Wimbledon in der Doppelkonkurrenz mit Sania Mirza sowie in der Mixed-Konkurrenz an der Seite von Leander Paes jeweils einen weiteren Grand-Slam-Titel. Im September gewann sie – erneut an der Seite von Leander Paes – den Mixed-Wettbewerb sowie – erneut an der Seite von Sania Mirza – die Doppelkonkurrenz der US Open.
Im Januar 2016, unmittelbar vor den Australian Open, eroberte Martina Hingis erstmals seit fast 16 Jahren wieder die Nummer-1-Position der WTA-Doppel-Weltrangliste, zusammen mit ihrer Partnerin Sania Mirza. Mit Mirza gewann Hingis auch den Doppelfinal der Australian Open gegen Andrea Hlaváčková und Lucie Hradecká (7:6, 6:1); es war ihr 21. Grand-Slam-Titel.
Zuvor war Hingis mit Leander Paes im Mixed-Wettbewerb gegen ihre Doppelpartnerin Mirza und den Kroaten Ivan Dodig im Viertelfinal ausgeschieden. Mit dem Sieg im Mixed bei den French Open komplettierten sowohl Hingis als auch ihr Spielpartner Leander Paes jeweils ihren Karriere-Grand-Slam in der gemischten Konkurrenz. Bei den Olympischen Sommerspielen in Rio de Janeiro gewann sie zusammen mit Timea Bacsinszky in der Doppelkonkurrenz Silber.
Ihren 23. Grand-Slam-Titel errang sie im Juli 2017 im Mixed-Wettbewerb von Wimbledon, wo sie gemeinsam mit dem Briten Jamie Murray topgesetzt war und das ungesetzte britisch-finnische Duo Heather Watson und Henri Kontinen (6:4, 6:4) im Final bezwang. Nachdem sich das erfolgreiche Doppel «Santina» (Hingis und Mirza) Ende 2016 getrennt hatte, errang Hingis 2017 mit ihrer neuen Partnerin Chan Yung-jan bereits sieben Titel und festigte ihre Position unter den Top Ten der Doppelweltrangliste.
Im September 2017 gewann sie gemeinsam mit Jamie Murray topgesetzt den Final des Mixed-Wettbewerbs der US Open und die Konkurrenz im Doppel mit Chan Yung-jan. Nach dem Sieg der beiden bei den Dongfeng Motor Wuhan Open 2017, ihrem insgesamt neunten Titel des Jahres, wurde Hingis ab dem 2. Oktober 2017 wieder als Nummer eins der Doppel-Weltrangliste und ihre Partnerin Chan als Nummer zwei geführt. Kurz danach gab sie bekannt, dass sie ihre Karriere nach den WTA Finals beenden werde. Dort schieden Hingis und Chan am 28. Oktober 2017 nach einer Niederlage im Halbfinal gegen Tímea Babos und Andrea Hlaváčková aus.

## Auszeichnungen

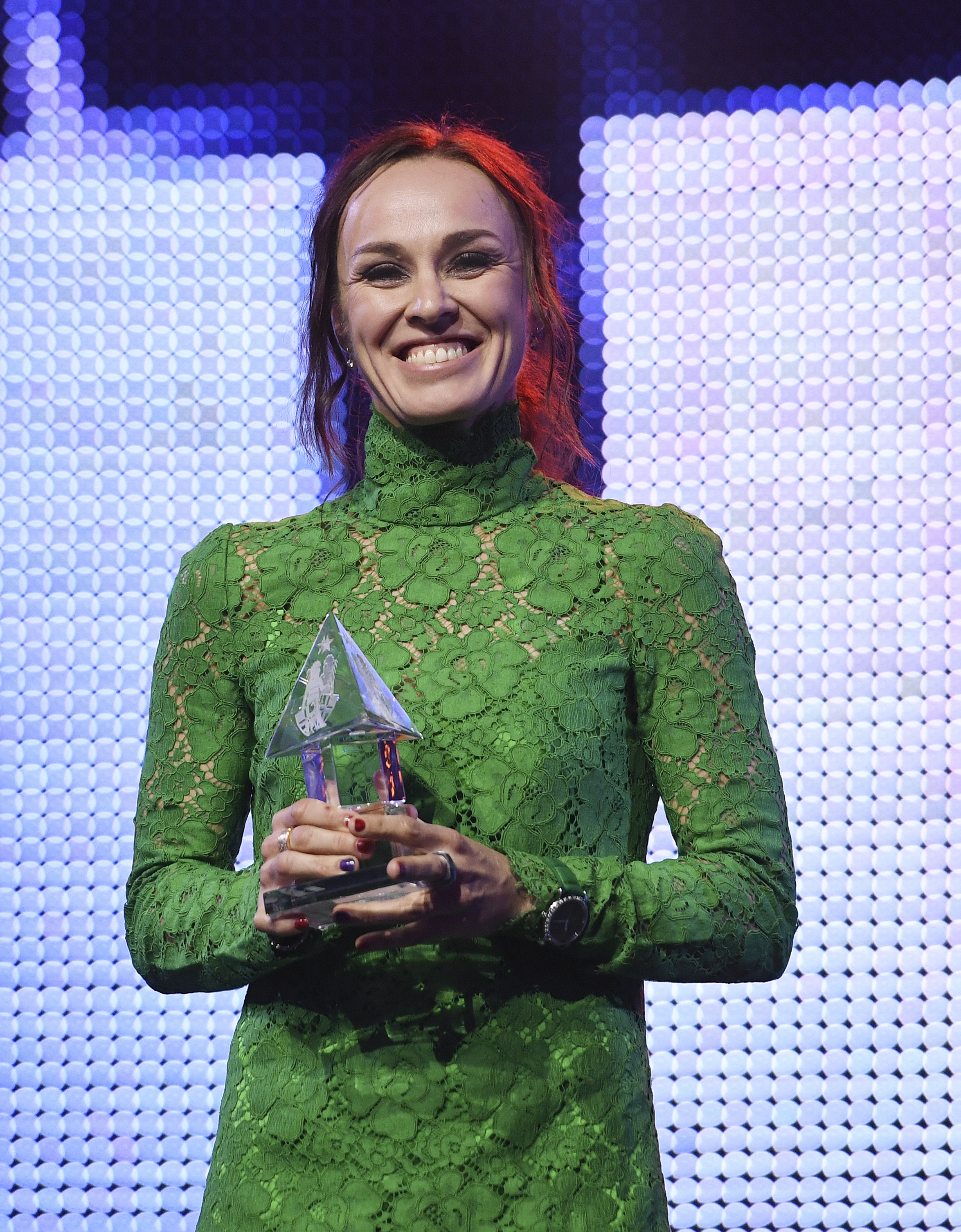
Martina Hingis bei der 14. Internationalen Sportnacht Davos im Jahr 2017

- 1995: «Female Rookie of the Year» des Magazins Tennis
- 1995: «Most Impressive Newcomer Award» der WTA[16]
- 1996: «Most Improved Player» auf der WTA Tour[16]
- 1997: Sportlerin des Jahres, Wahl von Associated Press (AP)[16]
- 1997: Spielerin des Jahres auf der WTA Tour, der ITF und des Magazins Tennis[16]
- 1997: Europas Sportlerin des Jahres (PAP)
- 1997: Europas Sportlerin des Jahres (UEPS)
- 1997: Schweizer Sportlerin des Jahres
- 1998: Doppelspielerin des Jahres auf der WTA Tour (gemeinsam mit Jana Novotná)[16]
- 1999: Doppelspielerin des Jahres auf der WTA Tour (gemeinsam mit Anna Kurnikowa)[16]
- 2000: WTA Tour Diamond ACES Award[16]
- 2001: WTA Tour Diamond ACES Award[16]
- 2006: Laureus World Sports Awards – Comeback des Jahres[16]
- 2007: Meredith Inspiration Award[17]
- 2013: Aufnahme in die International Tennis Hall of Fame in Newport, Rhode Island (USA)[18]
- 2015: Doppelspielerin des Jahres auf der WTA Tour (gemeinsam mit Sania Mirza)
- 2017: Doppelspielerin des Jahres auf der WTA Tour (gemeinsam mit Chan Yung-jan)[19]
- 2017: Davoser Kristall bei der 14. Internationalen Sportnacht

## Persönliches
Im November 2006 verlobte sich Hingis mit dem tschechischen Tennisprofi Radek Štěpánek, im August 2007 gaben sie ihre Trennung bekannt. Nach einer Liaison bis April 2010 mit dem Anwalt Andreas Bieri heiratete Hingis am 10. Dezember 2010 den französischen Springreiter Thibault Hutin.
Das Paar trennte sich im Januar 2013.
Im Juli 2018 heiratete sie ihren früheren Sportarzt Harald Leemann in Zug, wo sie damals lebte.
2019 wurde sie Mutter einer Tochter, vier Jahre später im Jahr 2022 gab sie die Trennung bekannt.
Hingis hat eine Wohnung in Feusisberg im Kanton Schwyz und ein Apartment in Florida.

## Turnierbilanz

### Turniersiege
| Legende (Anzahl der Siege)                     |
| Grand Slam (25)                                |
| WTA Tour Championships (4)                     |
| Tier I Events Premier Mandatory Premier 5 (36) |
| Tier II-V Events Premier International (36)    |

#### Einzel
| Nr. | Datum              | Turnier            | Belag             | Finalgegnerin           | Ergebnis                 |
| --- | ------------------ | ------------------ | ----------------- | ----------------------- | ------------------------ |
| 1.  | 13. Oktober 1996   | Filderstadt        | Hartplatz (Halle) | Anke Huber              | 6:2, 3:6, 6:3            |
| 2.  | 10. November 1996  | Oakland            | Teppich (Halle)   | Monica Seles            | 6:2, 6:0                 |
| 3.  | 12. Januar 1997    | Sydney             | Hartplatz         | Jennifer Capriati       | 6:1, 5:7, 6:1            |
| 4.  | 26. Januar 1997    | Australian Open    | Hartplatz         | Mary Pierce             | 6:2, 6:2                 |
| 5.  | 2. Februar 1997    | Tokio              | Teppich (Halle)   | Steffi Graf             | kampflos                 |
| 6.  | 16. Februar 1997   | Paris              | Teppich (Halle)   | Anke Huber              | 6:3, 3:6, 6:3            |
| 7.  | 29. März 1997      | Key Biscayne       | Hartplatz         | Monica Seles            | 6:2, 6:1                 |
| 8.  | 6. April 1997      | Hilton Head        | Sand              | Monica Seles            | 3:6, 6:3, 7:6            |
| 9.  | 6. Juli 1997       | Wimbledon          | Rasen             | Jana Novotná            | 2:6, 6:3, 6:3            |
| 10. | 27. Juli 1997      | Stanford           | Hartplatz         | Conchita Martínez       | 6:0, 6:2                 |
| 11. | 3. August 1997     | San Diego          | Hartplatz         | Monica Seles            | 7:6, 6:4                 |
| 12. | 7. September 1997  | US Open            | Hartplatz         | Venus Williams          | 6:0, 6:4                 |
| 13. | 12. Oktober 1997   | Filderstadt        | Hartplatz (Halle) | Lisa Raymond            | 6:4, 6:2                 |
| 14. | 16. November 1997  | Philadelphia       | Teppich (Halle)   | Lindsay Davenport       | 7:5, 6:7, 7:6            |
| 15. | 1. Februar 1998    | Australian Open    | Hartplatz         | Conchita Martínez       | 6:3, 6:3                 |
| 16. | 15. März 1998      | Indian Wells       | Hartplatz         | Lindsay Davenport       | 6:3, 6:4                 |
| 17. | 3. Mai 1998        | Hamburg            | Sand              | Jana Novotná            | 6:3, 7:5                 |
| 18. | 10. Mai 1998       | Rom                | Sand              | Venus Williams          | 6:2, 3:6, 6:2            |
| 19. | 22. November 1998  | Tour Championships | Teppich (Halle)   | Lindsay Davenport       | 7:5, 6:4, 4:6, 6:2       |
| 20. | 31. Januar 1999    | Australian Open    | Hartplatz         | Amélie Mauresmo         | 6:2, 6:3                 |
| 21. | 7. Februar 1999    | Tokio              | Teppich (Halle)   | Amanda Coetzer          | 6:2, 6:1                 |
| 22. | 4. April 1999      | Hilton Head        | Sand              | Anna Kurnikowa          | 6:4, 6:3                 |
| 23. | 17. Mai 1999       | Berlin             | Sand              | Julie Halard-Decugis    | 6:0, 6:1                 |
| 24. | 8. August 1999     | San Diego          | Hartplatz         | Venus Williams          | 6:4, 6:0                 |
| 25. | 22. August 1999    | Toronto            | Hartplatz         | Monica Seles            | 6:4, 6:4                 |
| 26. | 11. Oktober 1999   | Filderstadt        | Hartplatz (Halle) | Mary Pierce             | 6:4, 6:1                 |
| 27. | 6. Februar 2000    | Tokio              | Teppich (Halle)   | Sandrine Testud         | 6:3, 7:5                 |
| (*) | 5. März 2000       | Scottsdale         | Hartplatz         | Lindsay Davenport       | *Final nicht ausgetragen |
| 28. | 2. April 2000      | Key Biscayne       | Hartplatz         | Lindsay Davenport       | 6:3, 6:2                 |
| 29. | 7. Mai 2000        | Hamburg            | Sand              | Arantxa Sánchez Vicario | 6:3, 6:3                 |
| 30. | 24. Juni 2000      | ’s-Hertogenbosch   | Rasen             | Ruxandra Dragomir       | 6:2, 3:0 Aufgabe         |
| 31. | 20. August 2000    | Montreal           | Hartplatz         | Serena Williams         | 0:6, 6:3, 3:0 Aufgabe    |
| 32. | 8. Oktober 2000    | Filderstadt        | Hartplatz (Halle) | Kim Clijsters           | 6:0, 6:3                 |
| 33. | 15. Oktober 2000   | Zürich             | Hartplatz (Halle) | Lindsay Davenport       | 6:4, 4:6, 7:5            |
| 34. | 29. Oktober 2000   | Moskau             | Teppich (Halle)   | Anna Kurnikowa          | 6:3, 6:1                 |
| 35. | 19. November 2000  | Tour Championships | Teppich (Halle)   | Monica Seles            | 6:75, 6:4, 6:4           |
| 36. | 13. Januar 2001    | Sydney             | Hartplatz         | Lindsay Davenport       | 6:3, 4:6, 7:5            |
| 37. | 18. Februar 2001   | Doha               | Hartplatz         | Sandrine Testud         | 6:3, 6:2                 |
| 38. | 24. Februar 2001   | Dubai              | Hartplatz         | Nathalie Tauziat        | 6:4, 6:4                 |
| 39. | 12. Januar 2002    | Sydney             | Hartplatz         | Meghann Shaughnessy     | 6:2, 6:3                 |
| 40. | 3. Februar 2002    | Tokio              | Teppich (Halle)   | Monica Seles            | 7:66, 4:6, 6:3           |
| 41. | 21. Mai 2006       | Rom                | Sand              | Dinara Safina           | 6:2, 7:5                 |
| 42. | 24. September 2006 | Kalkutta           | Hartplatz (Halle) | Olga Putschkowa         | 6:0, 6:4                 |
| 43. | 4. Februar 2007    | Tokio              | Teppich (Halle)   | Ana Ivanović            | 6:4, 6:2                 |

#### Doppel
| Nr. | Datum              | Turnier            | Belag             | Partnerin          | Finalgegnerinnen                            | Ergebnis          |
| --- | ------------------ | ------------------ | ----------------- | ------------------ | ------------------------------------------- | ----------------- |
| 1.  | 7. Mai 1995        | Hamburg            | Sand              | Gigi Fernández     | Conchita Martínez Patricia Tarabini         | 6:2, 6:3          |
| 2.  | 7. Juli 1996       | Wimbledon          | Rasen             | Helena Suková      | Meredith McGrath Laryssa Sawtschenko        | 5:7, 7:5, 6:1     |
| 3.  | 20. Oktober 1996   | Zürich             | Hartplatz (Halle) | Helena Suková      | Nicole Arendt Natallja Swerawa              | 7:5, 6:4          |
| 4.  | 26. Januar 1997    | Australian Open    | Hartplatz         | Natallja Swerawa   | Lindsay Davenport Lisa Raymond              | 6:2, 6:2          |
| 5.  | 16. Februar 1997   | Paris              | Teppich (Halle)   | Jana Novotná       | Alexandra Fusai Rita Grande                 | 6:3, 6:0          |
| 6.  | 6. April 1997      | Hilton Head        | Sand              | Mary Joe Fernández | Lindsay Davenport Jana Novotná              | 7:5, 4:6, 6:1     |
| 7.  | 27. Juli 1997      | Stanford           | Hartplatz         | Lindsay Davenport  | Conchita Martínez Patricia Tarabini         | 6:1, 6:3          |
| 8.  | 3. August 1997     | San Diego          | Hartplatz         | Arantxa Sánchez    | Amy Frazier Kimberly Po                     | 6:3, 7:5          |
| 9.  | 28. September 1997 | Leipzig            | Teppich (Halle)   | Jana Novotná       | Yayuk Basuki Helena Suková                  | 6:2, 6:2          |
| 10. | 12. Oktober 1997   | Filderstadt        | Hartplatz (Halle) | Arantxa Sánchez    | Jana Novotná Lindsay Davenport              | 7:6, 3:6, 7:6     |
| 11. | 19. Oktober 1997   | Zürich             | Hartplatz (Halle) | Arantxa Sánchez    | Larisa Neiland Helena Suková                | 4:6, 6:4, 6:1     |
| 12. | 18. Januar 1998    | Sydney             | Hartplatz         | Helena Suková      | Katrina Adams Meredith McGrath              | 6:1, 6:2          |
| 13. | 1. Februar 1998    | Australian Open    | Hartplatz         | Mirjana Lučić      | Lindsay Davenport Natallja Swerawa          | 6:4, 2:6, 6:3     |
| 14. | 8. Februar 1998    | Tokio              | Teppich (Halle)   | Mirjana Lučić      | Lindsay Davenport Natallja Swerawa          | 7:5, 6:4          |
| 15. | 29. März 1998      | Key Biscayne       | Hartplatz         | Jana Novotná       | Arantxa Vicario Natallja Swerawa            | 6:2, 3:6, 6:3     |
| 16. | 7. Juni 1998       | French Open        | Sand              | Jana Novotná       | Lindsay Davenport Natallja Swerawa          | 6:1, 7:64         |
| 17. | 5. Juli 1998       | Wimbledon          | Rasen             | Jana Novotná       | Lindsay Davenport Natallja Swerawa          | 6:3, 3:6, 8:6     |
| 18. | 16. August 1998    | Manhattan Beach    | Hartplatz         | Helena Suková      | Tamarine Tanasugarn Olena Tatarkowa         | 6:4, 6:2          |
| 19. | 23. August 1998    | Montreal           | Hartplatz         | Jana Novotná       | Yayuk Basuki Caroline Vis                   | 6:3, 6:4          |
| 20. | 13. September 1998 | US Open            | Hartplatz         | Jana Novotná       | Lindsay Davenport Natallja Swerawa          | 6:3, 6:3          |
| 21. | 31. Januar 1999    | Australian Open    | Hartplatz         | Anna Kurnikowa     | Lindsay Davenport Natallja Swerawa          | 7:5, 6:3          |
| 22. | 14. März 1999      | Indian Wells       | Hartplatz         | Anna Kurnikowa     | Mary Joe Fernández Jana Novotná             | 6:2, 6:2          |
| 23. | 28. März 1999      | Key Biscayne       | Hartplatz         | Jana Novotná       | Mary Joe Fernández Monica Seles             | 0:6, 6:4, 7:6     |
| 24. | 9. Mai 1999        | Rom                | Sand              | Anna Kurnikowa     | Alexandra Fusai Nathalie Tauziat            | 6:2, 6:2          |
| 25. | 20. Juni 1999      | Eastbourne         | Rasen             | Anna Kurnikowa     | Jana Novotná Natallja Swerawa               | 6:4, Aufgabe      |
| 26. | 21. November 1999  | Tour Championships | Teppich (Halle)   | Anna Kurnikowa     | Arantxa Sánchez Vicario Larissa Sawtschenko | 6:4, 6:4          |
| 27. | 6. Februar 2000    | Tokio              | Teppich (Halle)   | Mary Pierce        | Alexandra Fusai Nathalie Tauziat            | 6:4, 6:1          |
| 28. | 11. Juni 2000      | French Open        | Sand              | Mary Pierce        | Virginia Ruano Pascual Paola Suárez         | 6:2, 6:4          |
| 29. | 20. August 2000    | Montreal           | Hartplatz         | Nathalie Tauziat   | Julie Halard-Decugis Ai Sugiyama            | kampflos          |
| 30. | 8. Oktober 2000    | Filderstadt        | Hartplatz (Halle) | Anna Kurnikowa     | Arantxa Vicario Barbara Schett              | 6:4, 6:2          |
| 31. | 15. Oktober 2000   | Zürich             | Hartplatz (Halle) | Anna Kurnikowa     | Kimberly Po Anne-Gaëlle Sidot               | 6:3, 6:4          |
| 32. | 12. November 2000  | Philadelphia       | Teppich (Halle)   | Anna Kurnikowa     | Lisa Raymond Rennae Stubbs                  | 6:2, 7:5          |
| 33. | 19. November 2000  | Tour Championships | Teppich (Halle)   | Anna Kurnikowa     | Nicole Arendt Manon Bollegraf               | 6:2, 6:3          |
| 34. | 7. Oktober 2001    | Moskau             | Teppich (Halle)   | Anna Kurnikowa     | Jelena Dementjewa Lina Krasnoruzkaja        | 7:61, 6:3         |
| 35. | 27. Januar 2002    | Australian Open    | Hartplatz         | Anna Kurnikowa     | Daniela Hantuchová Arantxa Sánchez          | 6:2, 6:74, 6:1    |
| 36. | 5. Mai 2002        | Hamburg            | Sand              | Barbara Schett     | Daniela Hantuchová Arantxa Sánchez          | 6:1, 6:1          |
| 37. | 3. März 2007       | Doha               | Hartplatz         | Maria Kirilenko    | Ágnes Szávay Vladimíra Uhlířová             | 6:1, 6:1          |
| 38. | 30. März 2014      | Miami              | Hartplatz         | Sabine Lisicki     | Jekaterina Makarowa Jelena Wesnina          | 4:6, 6:4, [10:5]  |
| 39. | 27. September 2014 | Wuhan              | Hartplatz         | Flavia Pennetta    | Cara Black Caroline Garcia                  | 6:4, 5:7, [12:10] |
| 40. | 18. Oktober 2014   | Moskau             | Hartplatz (Halle) | Flavia Pennetta    | Caroline Garcia Arantxa Parra Santonja      | 6:3, 7:5          |
| 41. | 10. Januar 2015    | Brisbane           | Hartplatz         | Sabine Lisicki     | Caroline Garcia Katarina Srebotnik          | 6:2, 7:5          |
| 42. | 22. März 2015      | Indian Wells       | Hartplatz         | Sania Mirza        | Jekaterina Makarowa Jelena Wesnina          | 6:3, 6:4          |
| 43. | 5. April 2015      | Miami              | Hartplatz         | Sania Mirza        | Jekaterina Makarowa Jelena Wesnina          | 7:5, 6:1          |
| 44. | 12. April 2015     | Charleston         | Sand              | Sania Mirza        | Casey Dellacqua Darija Jurak                | 6:0, 6:4          |
| 45. | 11. Juli 2015      | Wimbledon          | Rasen             | Sania Mirza        | Jekaterina Makarowa Jelena Wesnina          | 5:7, 7:64, 7:5    |
| 46. | 13. September 2015 | US Open            | Hartplatz         | Sania Mirza        | Casey Dellacqua Jaroslawa Schwedowa         | 6:3, 6:3          |
| 47. | 26. September 2015 | Guangzhou          | Hartplatz         | Sania Mirza        | Xu Shilin You Xiaodi                        | 6:3, 6:1          |
| 48. | 3. Oktober 2015    | Wuhan              | Hartplatz         | Sania Mirza        | Irina-Camelia Begu Monica Niculescu         | 6:2, 6:3          |
| 49. | 10. Oktober 2015   | Peking             | Hartplatz         | Sania Mirza        | Chan Hao-ching Chan Yung-jan                | 6:79, 6:1, [10:8] |
| 50. | 1. November 2015   | Tour Championships | Hartplatz (Halle) | Sania Mirza        | Carla Suárez Navarro Garbiñe Muguruza       | 6:0, 6:3          |
| 51. | 9. Januar 2016     | Brisbane           | Hartplatz         | Sania Mirza        | Angelique Kerber Andrea Petković            | 7:5, 6:1          |
| 52. | 15. Januar 2016    | Sydney             | Hartplatz         | Sania Mirza        | Caroline Garcia Kristina Mladenovic         | 1:6, 7:5, [10:5]  |
| 53. | 29. Januar 2016    | Australian Open    | Hartplatz         | Sania Mirza        | Andrea Hlaváčková Lucie Hradecká            | 7:61, 6:3         |
| 54. | 14. Februar 2016   | St. Petersburg     | Hartplatz (Halle) | Sania Mirza        | Wera Duschewina Barbora Krejčíková          | 6:3, 6:1          |
| 55. | 15. Mai 2016       | Rom                | Sand              | Sania Mirza        | Jekaterina Makarowa Jelena Wesnina          | 6:1, 6:75, [10:3] |
| 56. | 18. März 2017      | Indian Wells       | Hartplatz         | Chan Yung-jan      | Lucie Hradecká Kateřina Siniaková           | 7:64, 6:2         |
| 57. | 13. Mai 2017       | Madrid             | Sand              | Chan Yung-jan      | Tímea Babos Andrea Hlaváčková               | 6:4, 6:3          |
| 58. | 21. Mai 2017       | Rom                | Sand              | Chan Yung-jan      | Jekaterina Makarowa Jelena Wesnina          | 7:5, 7:64         |
| 59. | 25. Juni 2017      | Mallorca           | Rasen             | Chan Yung-jan      | Jelena Janković Anastasija Sevastova        | kampflos          |
| 60. | 1. Juli 2017       | Eastbourne         | Rasen             | Chan Yung-jan      | Ashleigh Barty Casey Dellacqua              | 6:3, 7:5          |
| 61. | 19. August 2017    | Cincinnati         | Hartplatz         | Chan Yung-jan      | Hsieh Su-wei Monica Niculescu               | 4:6, 6:4, [10:7]  |
| 62. | 10. September 2017 | US Open            | Hartplatz         | Chan Yung-jan      | Lucie Hradecká Kateřina Siniaková           | 6:3, 6:2          |
| 63. | 30. September 2017 | Wuhan              | Hartplatz         | Chan Yung-jan      | Shūko Aoyama Yang Zhaoxuan                  | 7:65, 3:6, [10:4] |
| 64. | 8. Oktober 2017    | Peking             | Hartplatz         | Chan Yung-jan      | Tímea Babos Andrea Hlaváčková               | 6:1, 6:4          |

#### Mixed
| Nr. | Datum              | Turnier         | Belag     | Partner         | Finalgegner                       | Ergebnis         |
| --- | ------------------ | --------------- | --------- | --------------- | --------------------------------- | ---------------- |
| 1.  | 29. Januar 2006    | Australian Open | Hartplatz | Mahesh Bhupathi | Daniel Nestor Jelena Lichowzewa   | 6:3, 6:3         |
| 2.  | 1. Februar 2015    | Australian Open | Hartplatz | Leander Paes    | Kristina Mladenovic Daniel Nestor | 6:4, 6:3         |
| 3.  | 12. Juli 2015      | Wimbledon       | Rasen     | Leander Paes    | Tímea Babos Alexander Peya        | 6:1, 6:1         |
| 4.  | 11. September 2015 | US Open         | Hartplatz | Leander Paes    | Bethanie Mattek-Sands Sam Querrey | 6:4, 3:6, [10:7] |
| 5.  | 3. Juni 2016       | French Open     | Sand      | Leander Paes    | Sania Mirza Ivan Dodig            | 4:6, 6:4, [10:8] |
| 6.  | 16. Juli 2017      | Wimbledon       | Rasen     | Jamie Murray    | Henri Kontinen Heather Watson     | 6:4, 6:4         |
| 7.  | 9. September 2017  | US Open         | Hartplatz | Jamie Murray    | Chan Hao-ching Michael Venus      | 6:1, 4:6, [10:8] |

#### Team-Wettbewerbe
| Nr. | Datum          | Turnier    | Kategorie | Belag             | Partner       | Finalgegner                      | Ergebnis |
| --- | -------------- | ---------- | --------- | ----------------- | ------------- | -------------------------------- | -------- |
| 1.  | 6. Januar 2001 | Hopman Cup | ITF       | Hartplatz (Halle) | Roger Federer | Monica Seles Jan-Michael Gambill | 2:1      |

## Karrierestatistik und Turnierbilanz

### Einzel
| Turnier                      | 1993              | 1994              | 1995              | 1996              | 1997              | 1998              | 1999              | 2000              | 2001              | 2002              | 2003              | 2004              | 2005              | 2006              | 2007              | Titel / Teiln. | Titel / Teiln. |
| ---------------------------- | ----------------- | ----------------- | ----------------- | ----------------- | ----------------- | ----------------- | ----------------- | ----------------- | ----------------- | ----------------- | ----------------- | ----------------- | ----------------- | ----------------- | ----------------- | -------------- | -------------- |
| Australian Open              | –                 | –                 | 2                 | VF                | S                 | S                 | S                 | F                 | F                 | F                 | –                 | –                 | –                 | VF                | VF                | 3 / 10         | 3 / 10         |
| French Open                  | –                 | –                 | 3                 | 3                 | F                 | HF                | F                 | HF                | HF                | –                 | –                 | –                 | –                 | VF                | –                 | 0 / 8          | 0 / 8          |
| Wimbledon                    | –                 | –                 | 1                 | AF                | S                 | HF                | 1                 | VF                | 1                 | –                 | –                 | –                 | –                 | 3                 | 3                 | 1 / 9          | 1 / 9          |
| US Open                      | –                 | –                 | AF                | HF                | S                 | F                 | F                 | HF                | HF                | AF                | –                 | –                 | –                 | 2                 | 3                 | 1 / 10         | 1 / 10         |
| Tour Championships           | –                 | –                 | –                 | F                 | VF                | S                 | F                 | S                 | –                 | –                 | –                 | –                 | –                 | RR                | –                 | 2 / 6          | 2 / 6          |
| München                      | nicht ausgetragen | nicht ausgetragen | nicht ausgetragen | nicht ausgetragen | nicht ausgetragen | HF                | HF                | nicht ausgetragen | nicht ausgetragen | nicht ausgetragen | nicht ausgetragen | nicht ausgetragen | nicht ausgetragen | nicht ausgetragen | nicht ausgetragen | 0 / 2          | 0 / 2          |
| Tokio                        | –                 | –                 | –                 | HF                | S                 | F                 | S                 | S                 | F                 | S                 | –                 | –                 | –                 | F                 | S                 | 5 / 9          | 5 / 9          |
| Indian Wells                 | andere Kategorie  | andere Kategorie  | andere Kategorie  | andere Kategorie  | –                 | S                 | VF                | F                 | HF                | F                 | –                 | –                 | –                 | HF                | AF                | 1 / 7          | 1 / 7          |
| Miami                        | –                 | –                 | –                 | 2                 | S                 | HF                | HF                | S                 | HF                | VF                | –                 | –                 | –                 | 3                 | 3                 | 2 / 9          | 2 / 9          |
| Hilton Head Island           | –                 | –                 | –                 | AF                | S                 | –                 | S                 | –                 | nicht ausgetragen | nicht ausgetragen | nicht ausgetragen | nicht ausgetragen | nicht ausgetragen | nicht ausgetragen | nicht ausgetragen | 2 / 3          | 2 / 3          |
| Charleston                   | nicht ausgetragen | nicht ausgetragen | nicht ausgetragen | nicht ausgetragen | nicht ausgetragen | nicht ausgetragen | nicht ausgetragen | nicht ausgetragen | F                 | –                 | –                 | –                 | –                 | –                 | –                 | 0 / 1          | 0 / 1          |
| Berlin                       | –                 | –                 | 2                 | 2                 | –                 | VF                | S                 | HF                | HF                | –                 | –                 | –                 | –                 | VF                | AF                | 1 / 8          | 1 / 8          |
| Rom                          | –                 | –                 | –                 | F                 | –                 | S                 | HF                | –                 | HF                | –                 | –                 | –                 | –                 | S                 | –                 | 2 / 5          | 2 / 5          |
| San Diego                    | andere Kategorie  | andere Kategorie  | andere Kategorie  | andere Kategorie  | andere Kategorie  | andere Kategorie  | andere Kategorie  | andere Kategorie  | andere Kategorie  | andere Kategorie  | andere Kategorie  | –                 | –                 | VF                | AF                | 0 / 2          | 0 / 2          |
| Kanada                       | –                 | –                 | AF                | –                 | –                 | HF                | S                 | S                 | –                 | VF                | –                 | –                 | –                 | F                 | –                 | 2 / 6          | 2 / 6          |
| Philadelphia                 | –                 | –                 | AF                | n. a. bzw. a. K.  | n. a. bzw. a. K.  | n. a. bzw. a. K.  | n. a. bzw. a. K.  | n. a. bzw. a. K.  | n. a. bzw. a. K.  | n. a. bzw. a. K.  | n. a. bzw. a. K.  | n. a. bzw. a. K.  | n. a. bzw. a. K.  | n. a. bzw. a. K.  | n. a. bzw. a. K.  | 0 / 1          | 0 / 1          |
| Moskau                       | n. a. bzw. a. K.  | n. a. bzw. a. K.  | n. a. bzw. a. K.  | n. a. bzw. a. K.  | –                 | –                 | –                 | S                 | VF                | 1                 | –                 | –                 | –                 | –                 | –                 | 1 / 3          | 1 / 3          |
| Zürich                       | –                 | AF                | AF                | F                 | VF                | –                 | F                 | S                 | –                 | –                 | –                 | –                 | –                 | VF                | –                 | 1 / 7          | 1 / 7          |
| Olympische Spiele            | nicht ausgetragen | nicht ausgetragen | nicht ausgetragen | 2                 | nicht ausgetragen | nicht ausgetragen | nicht ausgetragen | –                 | nicht ausgetragen | nicht ausgetragen | nicht ausgetragen | –                 | nicht ausgetragen | nicht ausgetragen | nicht ausgetragen | 0 / 1          | 0 / 1          |
| Fed Cup                      | –                 | –                 | K1                | PO                | PO                | F                 | –                 | –                 | –                 | –                 | –                 | –                 | –                 | –                 | –                 | 0 / 4          | 0 / 4          |
| Statistik                    | Statistik         | Statistik         | Statistik         | Statistik         | Statistik         | Statistik         | Statistik         | Statistik         | Statistik         | Statistik         | Statistik         | Statistik         | Statistik         | Statistik         | Statistik         | S/N            | Sieg%          |
| Turnierteilnahmen            | 1                 | 5                 | 13                | 19                | 17                | 18                | 20                | 20                | 18                | 12                | 0                 | 0                 | 1                 | 20                | 14                | Gesamt: 178    | Gesamt: 178    |
| Erreichte Finals             | 1                 | 0                 | 2                 | 6                 | 13                | 8                 | 13                | 12                | 6                 | 4                 | 0                 | 0                 | 0                 | 4                 | 2                 | Gesamt: 71     | Gesamt: 71     |
| Gewonnene Titel              | 1                 | 0                 | 0                 | 3                 | 12                | 5                 | 7                 | 9                 | 3                 | 2                 | 0                 | 0                 | 0                 | 2                 | 1                 | Gesamt: 45     | Gesamt: 45     |
| Hartplatz-Siege/-Niederlagen | 0:0               | 5:2               | 11:6              | 20:5              | 38:1              | 34:8              | 41:7              | 43:6              | 39:7              | 28:8              | 0:0               | 0:0               | 0:1               | 28:14             | 17:11             | 304:76         | 80 %           |
| Sand-Siege/-Niederlagen      | 0:0               | 0:0               | 7:3               | 10:5              | 11:1              | 18:2              | 19:2              | 12:2              | 17:5              | 2:1               | 0:0               | 0:0               | 0:0               | 14:3              | 1:1               | 111:25         | 82 %           |
| Rasen-Siege/-Niederlagen     | 0:0               | 0:0               | 0:1               | 3:1               | 7:0               | 5:1               | 0:1               | 7:1               | 0:1               | 0:0               | 0:0               | 0:0               | 0:0               | 2:1               | 2:1               | 26:8           | 76 %           |
| Teppich-Siege/-Niederlagen   | 5:0               | 4:3               | 4:3               | 18:5              | 19:3              | 10:2              | 11:3              | 15:1              | 4:2               | 4:1               | 0:0               | 0:0               | 0:0               | 9:1               | 4:0               | 107:24         | 82 %           |
| Gesamt-Siege/-Niederlagen    | 5:0               | 9:5               | 22:13             | 51:16             | 75:5              | 67:13             | 71:13             | 77:10             | 60:15             | 34:10             | 0:0               | 0:0               | 0:1               | 53:19             | 24:13             | 548:133        | 80 %           |
| Sieg%                        | 100 %             | 64 %              | 63 %              | 76 %              | 94 %              | 84 %              | 85 %              | 89 %              | 80 %              | 77 %              | –                 | –                 | 0 %               | 74 %              | 65 %              | Gesamt:        | 80 %           |
| Jahresendposition            | –                 | 87                | 16                | 6                 | 1                 | 2                 | 1                 | 1                 | 4                 | 10                | –                 | –                 | –                 | 7                 | 10                | N/A            | N/A            |

Zeichenerklärung: S = Turniersieg; F, HF, VF, AF = Einzug in Final / Halbfinal / Viertelfinal / Achtelfinal; 1, 2, 3 = Ausscheiden in der 1. / 2. / 3. Hauptrunde; RR = Round Robin (Gruppenphase); n. a. = nicht ausgetragen; a. K. = andere Kategorie; PO (Playoff) = Auf- und Abstiegsrunde im Fed Cup; K1, K2, K3 = Teilnahme in der Kontinentalgruppe I, II, III im Fed Cup.
Anmerkung: Diese Statistik berücksichtigt alle Ergebnisse im Einzel, so wie es auf der WTA-Seite steht. Dargestellt sind nur WTA-Turniere der Kategorie Tier I.

### Doppel
Die Tabelle listet die Ergebnisse der Grand-Slam-Turniere, der Tour Championships, der Olympischen Spiele, des Fed Cups bzw Billie Jean King Cups und der Turniere folgender Kategorien auf: 1990–2008: Tier I, 2009–2020: Premier Mandatory und Premier 5, ab 2021: WTA 1000.
| Turnier            | 1995 | 1996 | 1997 | 1998 | 1999 | 2000 | 2001 | 2002 | 2003 | 2004 | 2005 | 2006 | 2007 | 2008 | 2009 | 2010 | 2011 | 2012 | 2013 | 2014 | 2015 | 2016 | 2017 | Karriere |
| ------------------ | ---- | ---- | ---- | ---- | ---- | ---- | ---- | ---- | ---- | ---- | ---- | ---- | ---- | ---- | ---- | ---- | ---- | ---- | ---- | ---- | ---- | ---- | ---- | -------- |
| Australian Open    | 1    | 1    | S    | S    | S    | F    | HF   | S    | —    | —    | —    | —    | 2    | —    | —    | —    | —    | —    | —    | —    | AF   | S    | 2    | 5 × S    |
| French Open        | —    | VF   | HF   | S    | F    | S    | —    | —    | —    | —    | —    | —    | —    | —    | —    | —    | —    | —    | —    | —    | VF   | AF   | HF   | 2 × S    |
| Wimbledon          | 2    | S    | VF   | S    | —    | 2    | —    | —    | —    | —    | —    | —    | —    | —    | —    | —    | —    | —    | —    | 1    | S    | VF   | VF   | 3 × S    |
| US Open            | AF   | HF   | HF   | S    | —    | AF   | VF   | VF   | —    | —    | —    | —    | AF   | —    | —    | —    | —    | —    | 1    | F    | S    | HF   | S    | 3 × S    |
| WTA Finals         | —    | VF   | VF   | VF   | S    | S    | —    | —    | —    | —    | —    | —    | —    | —    | —    | —    | —    | —    | —    | —    | S    | HF   | HF   | 3 × S    |
| Doha               |      |      |      |      |      |      |      |      |      |      |      |      |      | —    |      |      |      | —    | —    | —    |      | VF   |      | 1 × VF   |
| Dubai              |      |      |      |      |      |      |      |      |      |      |      |      |      |      | —    | —    | —    |      |      |      | AF   |      | VF   | 1 × VF   |
| Indian Wells       |      |      | —    | HF   | S    | HF   | —    | —    | —    | —    | —    | —    | —    | —    | —    | —    | —    | —    | —    | 1    | S    | AF   | S    | 3 × S    |
| Miami              | —    | AF   | HF   | S    | S    | —    | —    | VF   | —    | —    | —    | —    | HF   | —    | —    | —    | —    | —    | —    | S    | S    | AF   | HF   | 4 × S    |
| Hilton Head Island | —    | 1    | S    | —    | —    | —    |      |      |      |      |      |      |      |      |      |      |      |      |      |      |      |      |      | 1 × S    |
| Charleston         |      |      |      |      |      |      | —    | —    | —    | —    | —    | —    | —    | —    |      |      |      |      |      |      |      |      |      | —        |
| Rom                | —    | F    | —    | —    | S    | —    | —    | —    | —    | —    | —    | —    | —    | —    | —    | —    | —    | —    | —    | 1    | F    | S    | S    | 3 × S    |
| Madrid             |      |      |      |      |      |      |      |      |      |      |      |      |      |      | —    | —    | —    | —    | —    | AF   | VF   | F    | S    | 1 × S    |
| Berlin             | 1    | F    | —    | —    | —    | —    | —    | —    | —    | —    | —    | —    | —    | —    |      |      |      |      |      |      |      |      |      | 1 × F    |
| San Diego          |      |      |      |      |      |      |      |      |      | —    | —    | —    | —    |      |      |      |      |      |      |      |      |      |      | —        |
| Cincinnati         |      |      |      |      |      |      |      |      |      |      |      |      |      |      | —    | —    | —    | —    | AF   | 1    | HF   | F    | S    | 1 × S    |
| Kanada             | F    | —    | —    | S    | —    | S    | —    | —    | —    | —    | —    | —    | —    | —    | —    | —    | —    | —    | AF   | VF   | HF   | VF   | VF   | 2 × S    |
| Tokio              | —    | VF   | F    | S    | F    | S    | —    | —    | —    | —    | —    | —    | —    | —    | —    | —    | —    | —    | —    |      |      |      |      | 2 × S    |
| Wuhan              |      |      |      |      |      |      |      |      |      |      |      |      |      |      |      |      |      |      |      | S    | S    | AF   | S    | 3 × S    |
| München            |      |      |      | —    | —    |      |      |      |      |      |      |      |      |      |      |      |      |      |      |      |      |      |      | —        |
| Zürich             | 1    | S    | S    | —    | —    | S    | —    | —    | —    | —    | —    | —    | —    |      |      |      |      |      |      |      |      |      |      | 3 × S    |
| Philadelphia       | 1    |      |      |      |      |      |      |      |      |      |      |      |      |      |      |      |      |      |      |      |      |      |      | 1 × 1R   |
| Peking             |      |      |      |      |      |      |      |      |      |      |      |      |      |      | —    | —    | —    | —    | —    | AF   | S    | AF   | S    | 2 × S    |
| Moskau             |      |      | —    | —    | —    | F    | S    | —    | —    | —    | —    | —    | —    | —    |      |      |      |      |      |      |      |      |      | 1 × S    |
| Olympische Spiele  |      | VF   |      |      |      | —    |      |      |      | —    |      |      |      | —    |      |      |      | —    |      |      |      | F    |      | 1 × F    |
| Fed Cup            | —    | P2   | PO   | F    | —    | —    | —    | —    | —    | —    | —    | —    | —    | —    | —    | —    | —    | —    | —    | —    | —    | HF   | HF   | 1 × F    |

Zeichenerklärung: S = Turniersieg; F, HF, VF, AF = Einzug ins Finale, Halb-, Viertel-, Achtelfinale; 1, 2, 3 = Ausscheiden in der 1., 2., 3. Haupt- / Finalrunde; Q1, Q2, Q3 = Ausscheiden in der 1., 2. 3. Qualifikationsrunde; KF (kleines Finale) = unterlegen im Spiel um Platz drei; RR = Round Robin (Gruppenphase); nicht ausgetragen oder andere Kategorie; PO (Playoff), P2 = Auf-/Abstiegsrunde zur Weltgruppe I/II im Fed Cup; W2, K1, K2, K3 = Teilnahme in der Weltgruppe II, Kontinentalgruppe I, II, III im Fed Cup.

### Mixed
| Turnier         | 1996 | 1997 | 1998 | 1999 | 2000 | 2001–2005 | 2006 | 2007–2012 | 2013 | 2014 | 2015 | 2016 | 2017 | Karriere |
| --------------- | ---- | ---- | ---- | ---- | ---- | --------- | ---- | --------- | ---- | ---- | ---- | ---- | ---- | -------- |
| Australian Open | —    | —    | —    | —    | —    | —         | S    | —         | —    | —    | S    | VF   | VF   | S        |
| French Open     | VF   | —    | —    | —    | —    | —         | AF   | —         | —    | —    | AF   | S    | 1    | S        |
| Wimbledon       | 2    | VF   | —    | —    | —    | —         | —    | —         | —    | VF   | S    | AF   | S    | S        |
| US Open         | HF   | —    | —    | —    | VF   | —         | —    | —         | 1    | —    | S    | AF   | S    | S        |

### Legends
2024 gewann Hingis mit Kim Clijsters zum dritten Mal in Folge das Wimbledon Legendsdoppel.

## Dokumentation
- Martina Hingis. Ein Film von Dave D. Leins. In: SRF DOK, 13. Januar 2022 (98 Min., YouTube).